# Stade Michel-Volnay
Le stade Michel-Volnay est un stade polyvalent de l'île de La Réunion. Stade principal de la commune de Saint-Pierre, sur la Côte-sous-le-vent, il dispose d'une capacité de 8 335 places.

## Histoire
Un gymnase a été ajouté sous la tribune principale du stade dans les années 1990.
Le 24 août 2007, le complexe sportif est sérieusement ébranlé par un séisme de 3,6 sur l'échelle de Richter. Le tremblement de terre creuse une dizaine de fissures le long des piliers porteurs, fragilisant le gymnase, et par conséquent la tribune principale du stade.
L'Equipe de France A masculin
C'est ce stade qui a été choisi pour le match de préparation de l'équipe de France de football avec la Chine le 4 juin 2010 avant la Coupe du monde de football de 2010, c'est d'ailleurs à cette occasion que le record d'affluence a été battu avec 10403 supporteurs. Depuis 2014, la quatrième tribune qui avait été ajoutée pour accueillir l'événement, d'une capacité de 2 300 places, a été démontée et vendue.
| Date        | Match          | Score | Compétition  | Affluence |
| ----------- | -------------- | ----- | ------------ | --------- |
| 4 juin 2010 | France - Chine | 0-1   | Match amical | 10 403    |

L'Equipe de France Espoirs masculin
Le 2 juin 2014 dans ce stade, l'Equipe de France Espoirs a reçu l'équipe A de Singapour. Les Espoirs gagnent 6 à 0, les buteurs : Samuel Umtiti (21e) - Paul-Georges Ntep (23e et 36e) - Kingsley Coman (44e) - Florian Thauvin (55e) - Neal Maupay (64e).
Dans les rangs de l'équipe de France Espoirs, le gardien réunionnais Zacharie Boucher a joué.
Le match se joue devant 8.067 spectateurs.

## Fonctionnement et utilisation
Placé sous la responsabilité de la Communauté intercommunale des villes solidaires, soit la structure intercommunale dont dépend la commune de Saint-Pierre, le stade Michel-Volnay sert de structure hôte au club de football Jeunesse sportive saint-pierroise. Environ 1 500 supporteurs sont présents dans la tribune principale à chaque match. Enfin depuis les années 2000, les finales de coupe de la Réunion ou de régionale de France ont essentiellement lieu sur ce stade Michel Volnay.